# Ricardo Arjona
Édgar Ricardo Arjona Morales (Jocotenango, Sacatepéquez, 19 de enero de 1964), conocido como Ricardo Arjona, es un músico, cantautor, arreglista, actor, productor musical y exjugador de baloncesto guatemalteco. Su estilo musical varía desde baladas a pop latino, rock, pop rock, música cubana, entre otros. Ha vendido más de 80 millones de copias de discos a lo largo de su carrera.  Es considerado uno de los artistas más exitosos en Hispanoamérica.
Conocido por su estilo lírico, Arjona con frecuencia aborda temas de amor, parejas, desamor y temas sociales como el secuestro («La nena, bitácora de un secuestro»), la violación, la inmigración («Si el norte fuera el sur», «Mojado», «Puente»), el aborto («Con una estrella»), la religión («Jesús verbo no sustantivo»), la psicología («Ayúdame, Freud»), la prostitución («Marta», «Cita en el bar», «Laura», «Mujer de lujo», «Señorita»), la política («Si yo fuera», «Caudillo»), la menstruación («De vez en mes»), la justicia («Señor juez»), hechos contingentes como atentados terroristas o conspiraciones («Mesías», «Nadie sabe a dónde va») y la infidelidad («Historia de taxi», «El invisible»).
Hasta 2021, Arjona había publicado diecisiete álbumes de estudio, cuatro álbumes en directo y veintidós recopilaciones. Cuatro de sus álbumes alcanzaron la primera posición en el Billboard Top Latin Albums en los Estados Unidos y diez alcanzaron la primera posición en Argentina. Cuatro álbumes ingresaron en el Billboard 200. Cuatro sencillos alcanzaron la primera posición en el Billboard Top Latin Songs y siete sencillos alcanzaron el puesto número uno en Billboard Latin Pop Songs. Su obra le valió numerosos premios y galardones, incluyendo un Grammy, un Grammy Latino, un premio «herencia latina» así como premios de la Sociedad Americana de Compositores, Autores y Editores, una antorcha de plata y de oro y dos gaviotas de plata del Festival Internacional de la Canción de Viña del Mar de 2010, dos premios de la Música Latina de 2010 y dos premios Orgullosamente Latino 2010. Es un gran admirador de poetas como Pablo Neruda y Gabriel García Márquez y cantautores como Silvio Rodríguez, Joan Manuel Serrat, Charly García y Joaquín Sabina, a este último dedicándole una carta incluida en el álbum Solo, en 2008.

## Biografía

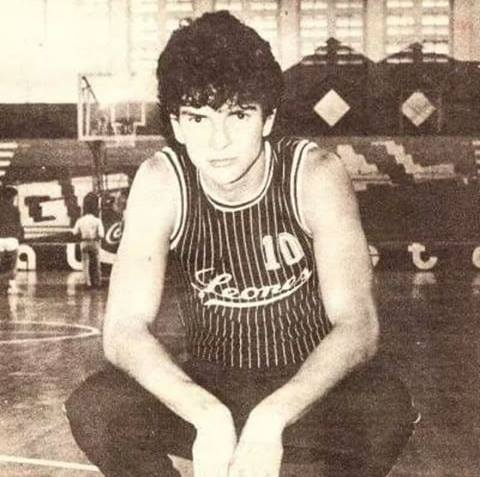
Ricardo Arjona en su etapa como basquetbolista.

Édgar Ricardo Arjona Morales nació el 19 de enero de 1964 en Jocotenango, Guatemala. Sus padres fueron Ricardo Arjona Moscoso y Nohemí "Mimi" Morales; tiene dos hermanas, Ingrid y Verónica Arjona; uno de sus primos es el exfutbolista Haroldo Juárez. Vivió la mayor parte de su niñez en la Ciudad de Guatemala, donde comenzó su preparación musical.
A los doce años, participó en el concurso Festival Infantil Juventud 74, el cual ganó con la canción «Gracias al mundo», una composición de su padre.
Aunque comenzó la carrera de arquitectura e ingeniería, se graduó de la Escuela de Ciencias de la Comunicación de la Universidad de San Carlos de Guatemala (USAC). Asegura que estudió la carrera únicamente porque había quedado mal frente a sus padres tras haber renunciado por el baloncesto a una beca en una de las mejores universidades privadas de Guatemala. Sin embargo, a pesar de no haber ejercido nunca la carrera, sí despertó cierto interés en él.
Arjona fue un talentoso baloncestista que jugó para Leones de Marte y para TRIAS.
Como miembro del equipo nacional de Guatemala, realizó una gira por Centroamérica. Hasta hace poco, tenía el récord del jugador guatemalteco con más puntos (78) anotados en un solo encuentro de baloncesto.
Antes de grabar su primer disco y mientras cursaba sus estudios universitarios, fue maestro de escuela al igual que su padre. Enseñó en la escuela el Mezquital y luego  todos los grados en una escuela primaria llamada Santa Elena III, en la que daba clase tres horas donde estuvo cinco años. Su página autobiográfica señalaba que en el informe de un funcionario del Ministerio de Educación, enviado para evaluar a los alumnos, se mencionaba que el nivel de educación escolar de los alumnos de Arjona era superior al nivel promedio.

Cuando tenía 7 años su madre le regaló su primera guitarra y le enseñó a usarla. Empezó a escribir canciones entre los 12 y 13 años de edad. Escribe su primera canción titulada «Esa es mi barca» casi forzadamente, a causa del remordimiento de haber participado dos veces en el Festival Infantil Juventud 74 (un festival de canciones inéditas) ganando en ambas ocasiones con canciones de su padre afirmando que eran de su autoría.  Con esta canción vuelve a ganar por tercera vez el festival y salda una deuda consigo mismo. A finales de 1985 su pareja (en ese entonces), sin informarle de nada organiza una cita con una disquera (casa discográfica) de Guatemala que lo contrata y con la que graba su primer disco. Ricardo Arjona ha dicho en múltiples oportunidades que nunca quiso ser cantante.

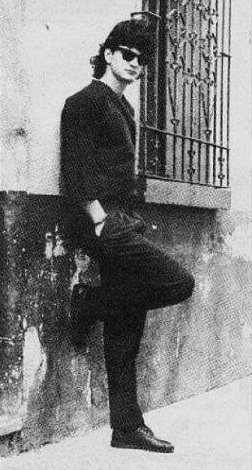
Arjona en su juventud.

 Su madre en ciertos momentos le recomendaba que desistiera de la música, ya que por los tiempos en que vivían no era una buena idea tomar dicha profesión. Confesó que solamente por contradecir las palabras de su madre encontró su vocación. En 1988 parte de Guatemala hacia Argentina para participar en el Festival OTI y ya no vuelve a su país, cosa por lo que fue muy criticado. Se queda a vivir en Argentina por un tiempo, donde por cantar en el Piano Bar de un hotel le aseguraban habitación y desayuno, pasaba luego a cantar en otro bar cercano, además de hacerlo también en la calle Florida, donde la mayoría de los artistas callejeros de la zona presentaban su propia actuación. Abandona Argentina y regresa por poco tiempo a Guatemala, en 1989 decide partir a España, pero para poder llegar a su destino tenía que hacer una escala en el aeropuerto de la Ciudad de México, el cantautor prolongó tanto esta escala que México terminó convirtiéndose en su nueva casa.
Se quedó a vivir un tiempo en un hotel del centro y asistía seguido a un bar de La Zona Rosa llamado "La Cucaracha", donde un día consiguió a un amigo que lo sacó de aquel hotel y lo hospedó por unos días en su departamento, al final lo terminó echando de este. En México consiguió citas con algunas disqueras, dos productores de distintas compañías le pidieron traer diez canciones en un mes para grabar un disco, cuando Arjona volvió con todo listo a los dos productores los habían despedido. En una de las citas, otro productor tras oír un par de sus canciones le dijo que se dedicara a otra cosa. Con la necesidad de pagar la renta empieza a escribir canciones para otros artistas, y aunque su canción «La mujer que no soñé jamas», para la telenovela Alcanzar una estrella en la voz de Eduardo Capetillo estuvo entre las primeras posiciones, Ricardo Arjona no obtuvo ningún tipo de ingresos por ello, sin embargo un ejecutivo de la televisión le propuso luego de escribir el tema de la novela un papel dentro de la misma, el cual aceptó sin pensarlo solamente para obtener algo de dinero y mintió diciendo que había estudiado teatro en su país y que tenía experiencia actuando en la televisión.
Sony Music luego de rechazarlo repetidas veces lo firmó debido a un trato que arregló un importante productor y amigo del cantautor, consistente en que si la compañía quería firmar a dos artistas por los que estaba interesada, tenían que firmar también a Ricardo. Luego de esperar por casi un año después de haber sido firmado, decide que ya es hora de hacer el disco y comienza a instalar todo para la producción y una semana antes de comenzar, la compañía le canceló todo y le puso condiciones, pues si quería hacer el disco tenía que pagarlo él mismo. Comenzó a grabar muchas de sus canciones antiguas en casetes y se fue a las editoriales a pedir dinero prestado a cambio de estas canciones y con ese dinero graba su disco Animal nocturno. El disco gusta, pero la compañía lo archivó y no dejó que sucediera nada más, hasta que mucho más tarde Arjona se encuentra por los pasillos de Sony Music con Aloysio Reis, el nuevo director artístico de la compañía, quien después de quedar encantado al escuchar el disco, lo saca a la luz y comienza el gran éxito como cantautor a nivel internacional para Ricardo Arjona.

## Carrera

### Década de 1980: principios y reconocimiento temprano
Arjona comenzó su carrera musical a los 21 años, cuando firmó contrato con la discográfica PolyGram y grabó su álbum Déjame decir que te amo (1986). La discográfica intentó crear una imagen estereotipada de Arjona como amante latino.
La canción titular, «Déjame decir que te amo», fue lanzada como sencillo. Este álbum no entró en las listas, pero recibió críticas moderadamente favorables. Allmusic le concedió tres de cinco estrellas.
Debido a su experiencia negativa al grabar el álbum y su fracaso comercial, decidió abandonar la música para enseñar en la escuela.
A los 24 años, Arjona dio marcha atrás y buscó la oportunidad de representar a su país en el Festival OTI de 1988, que tuvo lugar en Argentina, con la canción «Con una estrella».
En las sesiones inmediatamente después de esta decisión, produjo la canción «S.O.S rescátame».
Su segundo álbum de estudio, Jesús, verbo no sustantivo le trajo éxito comercial y críticas favorables en América Latina y los Estados Unidos y se convirtió en un superventas en la mayor parte de América Central.

### Década de 1990: éxito internacional,Si el norte fuera el surySin daños a terceros

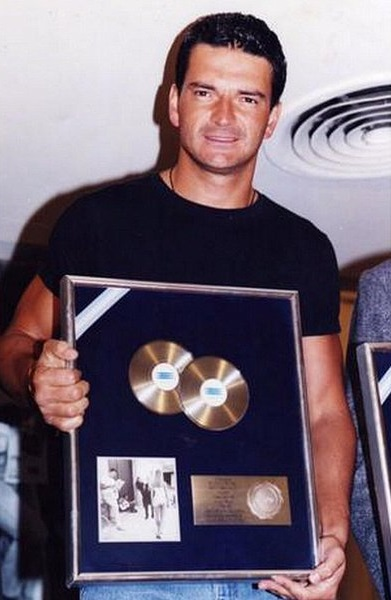
Ricardo Arjona recibiendo disco de platino por su álbum Sin daños a terceros en 1998.

Arjona comenzó la nueva década como cantante conocido por toda América Latina. Después de unirse a Sony Music en 1991 publicó Del otro lado del sol, uno de sus álbumes menos exitosos. Ese mismo año comenzó a componer canciones para otros artistas, tales como “La mujer que no soñé” para Eduardo Capetillo, “Tan solo una mujer” para Bibi Gaytán y “Detrás de mi ventana” para el álbum Nueva era de Yuri (1993). La canción se convirtió en un éxito en 1994, alcanzando la primera posición durante tres semanas en Hot Latin Songs en los Estados Unidos. Su trabajo en la telenovela mexicana Alcanzar una estrella, contribuyó a demostrar sus habilidades como cantante y compositor.
Más tarde realizó una versión de la canción en su álbum recopilatorio, Trópico (2009), junto con Melina León. En 1992, después de conocer al conductor Raúl Velazco, Arjona se presenta en un masivo del programa musical Siempre en Domingo realizado en El Salvador cantando los temas “Mujeres” y “Quién diría” del álbum de estudio que sería su salto a la fama en México y a nivel internacional: Animal Nocturno.
Animal nocturno, el cuarto álbum de estudio de Arjona, fue publicado el 9 de febrero de 1993 por su nueva discográfica Sony Discos.
El álbum vendió 500 000 copias en 1994 y lo llevó a la fama internacional.
El álbum, con los sencillos «Mujeres» (#6 en Latin Songs) y «Primera vez» (#6 en Latin Songs), recibió trece certificados de Platino y uno de Diamante.

Confirmó su reputación con el lanzamiento de Historias, su quinto álbum de estudio, que se convirtió en un éxito con 2 millones de copias vendidas en toda América Latina y recibió veintisiete certificaciones de platino y dos de diamante, incluso cuádruple platino en Argentina.
Historias alcanzó el puesto #43 en Top Latin Albums.
Contenía sencillos de éxito como «Te conozco» (#3 en el Top Latin Songs) y «Señora de las cuatro décadas» (#7 en el Latin Songs).
El crítico de Allmusic, Jason Birchmeier, concedió 4,5 estrellas al álbum, afirmando que «Si tuviera que elegir sólo un álbum para su colección de Arjona que no fuera un recopilatorio de grandes éxitos, debe ser este. Historias fue un éxito decisivo en la carrera de Arjona».
El cuarto y quinto álbum de estudio fueron los que más vendieron en toda su carrera.
El 20 de agosto de 1996 publicó su sexto álbum de estudio, Si el norte fuera el sur. Fue el primer álbum en el cual Arjona se aventuró más allá del tema del amor para explorar el nacionalismo y la globalización, entre otros temas sociopolíticos.
Incluía cuatro sencillos, «Si el norte fuera el sur» (#9 en Latin Pop Songs), cuyo tema principal es la relación entre Estados Unidos y América Latina,
«Tu reputación» (#18 en Latin Songs, #2 en Latin Pop Songs), «Me enseñaste» (#18 en Latin Pop Songs), y «Ella y él» (#24 en Latin Songs, #8 en Latin Pop Songs).
Birchmeier concedió 4,5 estrellas al disco, comentando que «Con todo, es el tercer álbum clásico seguida de Arjona, cada uno distinto de su predecesor».
Billboard lo proclamó el Álbum Rock del Año en 1997.
Si el norte fuera el sur recibió múltiples certificaciones de platino en los Estados Unidos.
El 2 de junio de 1998, lanzó al mercado su séptimo álbum de estudio, Sin daños a terceros. El álbum recibió 4 estrellas de Terry Jenkins de Allmusic, quien afirmó que «Sin daños a terceros» continúa la racha de álbumes realizados, influyentes de Ricardo Arjona, que destacan sus habilidades melódicas y su aguda conciencia social».
Siendo su cuarto álbum consecutivo en recibir críticas favorables, Sin daños a terceros también tuvo éxito comercial, debutando en la posición número 6 en Top Latin Albums, volviéndose su primer álbum en alcanzar el top 10.
También alcanzó el puesto #3 en la  Billboard Latin Pop Albums.
Incluía los éxitos «Dime que no» (#6 en el Latin Songs, #3 en Latina Pop Songs), y «Mentiroso» (#22 en Latin Songs, #5 en América Pop Songs).
El álbum recibió múltiples certificaciones de platino en los Estados Unidos
y Argentina.
Más de 700 000 copias fueron vendidas.
El 5 de diciembre de 1998, frente a una audiencia de más de 100 000 personas en el Hipódromo de la Ciudad de Guatemala, Arjona grabó Vivo, su primer álbum en vivo, que fue publicado en 1999.
El álbum tuvo un éxito moderado, con certificación de oro en México y de platino en los Estados Unidos y Argentina. La canción «Desnuda» fue un éxito y se convirtió en su primer n.º 1 en Top Latin Songs.
En diciembre de 2005, Vivo había vendido 243 000 copias en los Estados Unidos, su álbum más vendido a esa fecha.

### 2000-2005:Galería Caribe, gira mundial,Santo pecadoyAdentro

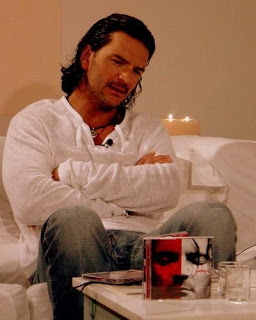
Entrevista durante la presentación de su disco Adentro 2006.

Su octavo álbum de estudio, Galería Caribe, fue precedido por el sencillo «Cuando», que se convirtió en un éxito comercial y alcanzó el puesto #1 en Billboard Top Latin Songs y Latin Pop Songs.
El cantante comentó que el álbum le costó doce meses y que antes de comenzar «tenía más amigos».
También afirmó que «Viví enamorado de la cultura y la música del Caribe desde mi infancia. […] Lograr con canciones capturar algo de la energía de esta música que hace volar, pensar y divertirse es imposible, pero en este intento que quisiera no terminara nunca, dejé pedazos míos que se me quedaron a fuerza del encanto que les provoca esta tierra».
Birchmeier de Allmusic concedió 3 estrellas al álbum, mencionando que «Con todo, Galería Caribe es una entrada curiosa en el catálogo de Arjona, que la mayoría de los aficionados puede pasar por alto sin perder mucho».
El álbum se convirtió en su primero en ingresar en el Billboard 200 alcanzando el puesto #136, mientras alcanzando el puesto #1 en Top Latin Albums y Latin Pop Albums.
Fue galardonado con la certificación de platino en México,
Argentina
y los Estados Unidos.
Sus tres sencillos eran «Lo poco que queda de mí»; «Mesías», que alcanzó el puesto #19 en el Top Latin Songs y #11 en el Latin Pop Songs; y «A cara o cruz», que alcanzó el #28 en Latin Pop Songs.
Para promocionar el álbum, que vendió más de un millón de copias, Arjona se embarcó en la Gira Galería Caribe, que se inició en México en 2000 y terminó en 2001.
En «Mesías» Arjona habla sobre un personaje que aparece «en la forma de un magnate rico y bien armado con […] algún plan siniestro para el mundo».
Algunos críticos sostenían que se trataba de un «ataque metafórico» contra el capitalismo y el imperialismo, nombrados como «objetivos clásicos de Arjona».
La canción se convirtió en un objeto de cierta controversia cuando los fanáticos y los críticos señalaron las conexiones entre su tema y los atentados del 11 de septiembre de 2001, meses después del lanzamiento de la canción, resultando en una investigación por el FBI.
El cantante comentó posteriormente que «Mesías» no tenía ninguna relación con los atentados, y que las letras eran pura coincidencia.
Afirmó además que el FBI no había hablado directamente con él sino con alguien de su equipo.
El 19 de noviembre de 2002, Arjona lanzó al mercado su noveno álbum de estudio, Santo pecado, precedido de los sencillos «El problema», que alcanzó el #1 en el Billboard Top Latin Songs y Latin Pop Songs, y «Minutos», que alcanzó el puesto #5 en Top Latin Songs y #3 en Latin Pop Songs.
Santo pecado se convirtió en un éxito comercial, vendiendo más de 300 000 copias solo en México (doble platino),
160 000 en Argentina (cuádruple platino)
y 200 000 en los Estados Unidos (doble platino).
En 2003 Arjona publicó Lados B, su segundo álbum recopilatorio, incluyendo canciones que «no fueron tan comerciales» y que quería dar una segunda oportunidad mediante difusión radial.
El álbum tenía canciones de todos sus álbumes de estudio anteriores. La recepción de la crítica fue mezclada. Birchmeier señaló que era «un punto de entrada errónea en el catálogo de Arjona».
A pesar de ello, el álbum recibió una certificación de oro en México.
El 6 de diciembre de 2005, lanzó al mercado su décimo álbum de estudio, Adentro. Era la primera colaboración de Arjona con Tommy Torres.
En una entrevista, el cantante comentó que primero hizo una «prueba» con Torres, enviándole las «canciones más novillas y más oscuras» del álbum, «Acompáñame a estar solo» y «Iluso».
Torres dijo que «fue a por todas con la primera demo, contratando una banda completa, incluso una orquesta de cuerdas», el cual atrajo la atención de Arjona.
El álbum fue aclamado por la crítica, y Evan C. Gutiérrez, de Allmusic, le dio cuatro estrellas:
Arjona comentó que Adentro fue «un disco muy representativo y enormemente completo», y agregó que «tener productores diferentes lo dio muchas posibilidades».
Adentro se convirtió en el segundo álbum de estudio de Arjona en ingresar en el Billboard 200, alcanzando el puesto #126.
En Top Latin Albums alcanzó el puesto #3, y #2 en Latin Pop Albums.
Del álbum Adentro se lanzaron cinco sencillos: la canción titular, «Acompáñame a estar solo» (#7 en Latin Songs, #1 en Latin Pop Songs), «Pingüinos en la cama» con la cantante española Chenoa (#44 en Latin Songs, #19 en Latin Pop Songs), «Mojado» con Intocable, la banda americana de música Tejana/Norteña (#34 en Latin Songs, #30 en Latin Pop Songs), «A ti» (#14 en Latin Songs, #3 en Latin Pop Songs) y «De vez en mes» (#49 en Latin Songs, #16 en Latin Pop Songs).
El álbum vendió más de un millón de copias en el mundo entero.

### 2006-2007: giraAdentroyQuién dijo ayer
En 2006, Arjona inició la primera etapa de su gira mundial, denominada Adentro. La gira continuó en 2007 con una segunda etapa en la cual visitó más países. Alrededor de dos millones de personas asistieron a las actuaciones.
La gira se clausuró oficialmente el 14 de septiembre de 2007, en la ciudad de Barquisimeto, Venezuela, durante la Feria Internacional, frente a una audiencia de más de 100 000 personas.
El 21 de agosto de 2007 Arjona lanzó al mercado su quinto álbum recopilatorio, Quién dijo ayer. El álbum es una colección de dos discos. El primer disco se compone de nuevas versiones de éxitos pasados, algunos de ellos incluyendo a artistas destacados como Marta Sánchez en «Tarde (Sin daños a terceros)» del álbum Sin daños a terceros, Panteón Rococó en «Si el norte fuera el sur» del álbum del mismo nombre, Marc Anthony en «Historia de taxi» de Historias, Sandro en «Realmente no estoy tan solo» de Historias, y Eros Ramazzotti en «A ti» del álbum Adentro. El segundo disco contiene versiones remasterizadas de los éxitos en el primer disco, pero en sus versiones originales. Era la segunda vez que Arjona colaboró con Torres.
El álbum se convirtió en un éxito comercial y tuvo una acogida positiva de la crítica, con una revisión favorable de Birchmeier (Allmusic), quien comentó que «mientras que sólo un par de las nuevas versiones se apartan estilísticamente de las originales, las producciones contemporáneas insuflan nueva vida a estas canciones que deben ser bien conocidas por los aficionados de muchos años»,
alcanzando doble platino en Argentina
y los Estados Unidos,
y platino en México.
El álbum recibió también certificación de oro en Colombia, Chile y Venezuela.
Dos de las canciones del álbum fueron lanzadas como sencillos. El primero, «Quien», una canción inédita producida por Torres, alcanzó el puesto #21 en Top Latin Songs y llegó al puesto #4 en Latin Pop Songs.
El segundo sencillo, «Quiero», alcanzó #12 en Top Latin Songs y #8 en Latin Pop Songs.

### 2008-2010: nueva discográfica,5.º piso, gira mundial yPoquita ropa

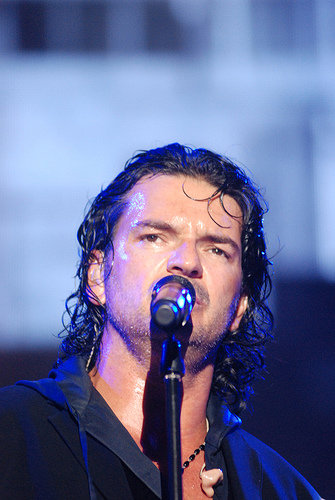
Concierto en Miami 2009.

Después de pasar la mayor parte de su carrera con Sony y Sony BMG, Arjona firmó un contrato a largo plazo con Warner Music Latina en septiembre de 2008.
Iñigo Zabala, presidente de Warner Music Latin America comentó: «Es un artista que encaja perfectamente con nuestra compañía», y que «Somos una discográfica que cuenta con un catálogo importante de compositores pop y rock de calidad, de la talla de Maná, Alejandro Sanz, Laura Pausini, y ahora, Arjona».
Arjona anunció su undécimo álbum de estudio, 5to piso, el 18 de noviembre de 2008. El álbum fue precedido en septiembre por el primer sencillo, «Como duele», que alcanzó el puesto #2 en el Top Latin Songs y #1 en Latin Pop Songs.
En el primer mes el álbum vendió alrededor de 200 000 copias en las tiendas y obtuvo disco de platino en México, los Estados Unidos, España, Argentina, Venezuela, Colombia, Guatemala, y varios otros países.
Debutó en el #1 en Top Latin Albums, convirtiéndose en su segundo número uno en esa lista, y vendió más de un millón de copias en el mundo entero.
El álbum recibió una nominación al premio Grammy por Mejor álbum pop latino y una nominación Premio Grammy Latino para Mejor Álbum Cantautor.
El álbum tuvo una acogida positiva de la crítica. Birchmeier lo concedió 3,5 estrellas de 5, comentando que «Más típico que excepcional para Arjona en este momento en su carrera, 5.º piso no es tan grande un álbum como fueron los últimos, […]. Aun así es de todos modos un gran álbum, en particular la apertura de canciones que culmina en "Cómo duele", y encontramos a Arjona todavía en la cima de su arte».
Mientras que Warner Music lanzó su nuevo álbum de estudio, Sony Music publicó un álbum recopilatorio, Simplemente lo mejor. Esto dio lugar a especulaciones de que las discográficas estaban envueltos en una lucha para ganar las ventas y los fanáticos de Arjona.
Simplemente lo mejor contenía éxitos de álbumes anteriores, como Sin daños a terceros, Si el norte fuera el sur, entre otros. Esta recopilación obtuvo disco de oro en México, y platino en Argentina.
«Sin ti... sin mí» fue lanzado como segundo sencillo de 5.º piso y alcanzó el puesto #4 tanto en Top Latin Songs como en Latin Pop Songs. El 24 de abril de 2009, Arjona inició la gira Quinto piso. La gira incluyó 123 conciertos en los Estados Unidos, España, Argentina, Guatemala, Colombia, Venezuela y México, entre muchos otros países de América Latina entre ellos Paraguay y terminó el 18 de junio de 2010 en Bolivia.
| En una discusión sobre el tema de la canción «Puente», Arjona comentó: «Aunque muchos crean que es un tema trillado, no lo es para un cubano, sea en la isla o en Florida. La actualidad de esta disputa no tuvo freno desde 1959 y nunca vi algo más repugnante que la rivalidad entre personas ocasionada por fuerzas políticas. Chávez se puede pelear con Uribe, Fidel con Obama, pero que tiene que ver esto con que dos primos de tercera generación hereden una enemistad por un asunto de política[?]». ——Ricardo Arjona. |

La gira Quinto piso fue una de las giras más exitosas jamás realizadas por un artista latino, con más de un millón de asistentes en 19 países.
En 2010 recibió la «Gira Latina del Año» de Billboard Latin Music Awards para esta gira.
El 26 de febrero de 2010, participó en el Festival Internacional de la Canción en Viña del Mar como uno de los mejores actos.
Su actuación fue seguida por la cantante colombiana Fanny Lu. Una hora después de la actuación de Lu, un masivo terremoto de 8,8 grados de magnitud afectó a las regiones del centro-sur de Chile. En redes sociales, Arjona fue culpado en tono de broma, con comentarios tales como «cuando Arjona pise suelo en cualquier parte... ¡tome precauciones!», haciendo referencia también al terremoto sentido en México después de la llegada del cantante.
Después de la gira, Arjona anunció su duodécimo álbum de estudio, Poquita ropa, que fue publicado el 24 de agosto de 2010.
Fue precedida por el lanzamiento del sencillo «Puente», una oda a La Habana, la ciudad capital de Cuba.
La canción no logró entrar en los niveles superiores de las listas Billboard, y aparentemente fue prohibida en Cuba.
El álbum se convirtió en su tercero en alcanzar el #1 en Billboards Top Latin Albums.
Dentro de dos semanas de su lanzamiento, el álbum recibió una certificación de oro en Chile, Estados Unidos, Colombia y Puerto Rico, y una certificación de platino en México y Argentina.
El álbum marcó un cambio en el sonido de Arjona, que el mismo llamó una «versión despojada» de su música.
Birchmeier le dio al álbum una crítica positiva, diciendo que era un «esfuerzo acústico despojado», pero calificándolo de «impresionante».
Del álbum Poquita Ropa fueron lanzados otros dos sencillos más, «Vida», una canción que el cantante dedicó a su padre que había fallecido recientemente, y «Marta», una canción autobiográfica cuya vídeo musical protagoniza Edith González. Ambos, al igual que el primer sencillo, no consiguieron mucho airplay en los Estados Unidos, y no tuvieron buenos resultados en las listas.

### 2011-2012:Independiente,Metamorfosisy gira mundial
Arjona lanzó su decimotercero álbum de estudio, Independiente, el 4 de octubre de 2011. Se convirtió en su cuarto álbum a debutar alcanzando la primera posición en Top Latin Albums en la semana finalizando el 22 de octubre; y en una semana alcanzó oro en Chile, Estados Unidos y México, y platino en Venezuela y Argentina.
Independiente fue su primer lanzamiento como artista independiente, apareciendo en su propia discográfica Metamorfosis, una compañía que creó para reorientar su carrera.
El álbum fue distribuido por Warner.
Billboard señaló que, a pesar de que otras bandas decidieron volverse independiente después de trabajar con grandes compañías discográficas, Arjona fue de lejos el artista más importante para hacerlo en el mundo del pop latino.
El primer sencillo de Independiente era «El amor», lanzado en 23 de agosto.
En los Estados Unidos, la canción alcanzó el puesto #1 en Top Latin Songs, su cuarto número esa lista, y #1 en Latin Pop Songs.
También se convirtió en un éxito en el resto de América Latina, alcanzando el puesto #1 en varios países.
El segundo sencillo del álbum,«Fuiste tú», fue una colaboración con la cantautora guatemalteca Gaby Moreno. En febrero de 2012 la canción alcanzó el top 20 de Top Latin Songs, y #1 en Latin Pop Songs.
El 29 de marzo, Billboard, confirmó que Gaby Moreno había firmado también con Metamorfosis.
«Cuando cumplí 17 años, fui contratada por un sello muy importante en los Estados Unidos, […], pero yo no me sentía cómoda cuando me dijeron cuales eran las canciones que tenían que entrar en producción», afirmó la cantante en un comunicado.
La gira Metamorfosis World Tour, se inició el 27 de enero de 2012 en Toluca, donde se había puesto en marcha todas sus giras de conciertos anteriores. La gira hizo un recorrido por América Latina, América del Norte y varios países de Europa.
El 22 de marzo de 2012 surgió una controversia en torno a una supuesta ley en Irán prohibiendo la música de Arjona, según un informe del canal de televisión venezolano Globovisión, y algunos periódicos regionales.
Esta afirmación resultó ser falsa y posteriormente Globovisión emitió una disculpa.
Entre el 31 de marzo y 1 de abril Arjona viajó a Guatemala como parte de su gira mundial. Para los dos conciertos en el Estadio Mateo Flores se vendieron todas las entradas, haciendo de Arjona el primer artista en la historia de Guatemala en lograr esta hazaña.
El 9 de abril de 2012, la empresa de telecomunicaciones estadounidense AT&T comenzó a transmitir un anuncio de promoción del teléfono Nokia Lumia 900 en el cual participa el cantante.
Bajo el título «The Shoot», el anuncio muestra un adolescente usando su teléfono para registrar un recital de Arjona, y luego mostrárselo a su madre. También incluye la canción «Mi novia se está poniendo vieja» del álbum Independiente, y fue lanzada en el Día de la madre.
Al 16 de abril de 2012, Metamorfosis World Tour había alcanzado a más de 400 000 aficionados, de los cuales unos 160 000 eran de sus conciertos del 12 a 15 de abril en Buenos Aires.
El 25 de abril, el concierto en Mendoza tuvo una asistencia de 24 000 personas, rompiendo la marca establecido por Luis Miguel 10 años antes, y así Arjona se convirtió en el artista de mayor recaudación en la historia de esta provincia.
Horas antes de su actuación en el estadio Malvinas Argentinas de Mendoza, hubo un incendio cerca de una de las entradas del complejo.
El tercer sencillo del álbum es «Cavernícolas» que se posicionó en el Top 20 de la clasificación de Monitor Latino en la categoría Pop México.

### 2014:Viaje
Viaje es el nombre del decimocuarto álbum de estudio del cantautor guatemalteco Ricardo Arjona. Fue lanzado al mercado el 29 de abril de 2014 y es una producción de Arjona con la colaboración de Dan Warner, Lee Levin y Tommy Torres, entre otros. El álbum es el segundo lanzamiento independiente de Arjona y fue publicado por Metamorfosis, su propio sello discográfico, y distribuido por Warner (hoy Sony Music Latin). El primer sencillo fue «Apnea», lanzado el 3 de marzo. En los Estados Unidos alcanzó el puesto número 2 en Latin Pop Songs, y el puesto número 10 en Hot Latin Songs. Logró también alcanzar el puesto número 1 en países de América Latina como Venezuela y México, convirtiéndose así en otro éxito del cantautor. La canción es dedicada a su madre y la define en algunas entrevistas como el momento en que ella muere. El segundo sencillo del álbum fue «Lo poco que tengo» lanzado el 29 de abril. Alcanzó el puesto número 17 en Hot Latin Songs y puesto número 3 en Latin Pop Songs en los Estados Unidos. Logró posicionarse en buenos puestos alrededor de América Latina.

### 2017:Circo Soledad
Circo Soledad es el nombre del decimoquinto álbum de estudio del cantautor guatemalteco Ricardo Arjona. Fue lanzado al mercado el 21 de abril de 2017 y es una producción de Arjona con la colaboración de Lee Levin y Dan Warner. Este álbum fue publicado por Metamorfosis, su propio sello discográfico, y distribuido por Warner (hoy Sony Music Latin). El primer sencillo fue «Ella», lanzado el 10 de marzo de 2017. En los Estados Unidos debutó en el puesto número 1 en Latin Pop Songs. Logró también alcanzar el puesto número 1 en países de América Latina como Venezuela y México, convirtiéndose así en otro éxito del cantautor. El segundo sencillo del álbum fue «Remiendo al Corazón» lanzado el 29 de abril, luego que el cantautor crease un concurso para que sus fanes eligieran la canción que sería el segundo sencillo. Después de dos semanas de votaciones y con el 54 % de los votos, Remiendo al Corazón fue la canción ganadora.
La gira “Circo Soledad”, comenzó a mediados del 2017. Esta serie de conciertos recorrerá Latinoamérica, Canadá y Estados Unidos; y después de 8 años regresará a Europa en lugares emblemáticos como Londres, París, Madrid y Barcelona.

### 2020:Blanco y Negro
Blanco y Negro es el nombre del decimosexto álbum de estudio del cantautor guatemalteco Ricardo Arjona. Fue lanzado al mercado el 31 de julio de 2020. Este álbum fue publicado por Metamorfosis, su propio sello discográfico, y distribuido por Sony Music Latin.

## Vida privada
En 1988 durante su paso por Argentina conoció a la puertorriqueña Leslie Torres con quien inicia un romance que incluso supera la separación geográfica de la pareja cuando Arjona decide quedarse en México, país donde vivió algunos años de su vida. Leslie ocasionalmente lo visitaba, hasta que en 1992 se casan en Las Vegas de forma improvisada. Antes de llegar a Las Vegas decide probar suerte en un casino jugando al Black Jack y pierde casi todo el dinero que llevaba. Al llegar a Las Vegas luego de instalarse en un hotel, con el poco dinero que le quedaba vuelve a probar suerte jugando y hace fortuna. Entre la emoción decide casarse ya que en una iglesia vendían un paquete de matrimonio con Limusina incluida. En el mismo año en que se casan nace Adria Arjona, la primera hija de este matrimonio (actualmente una prometedora actriz en la televisión estadounidense y en el cine) y dos años más tarde en 1994 nace Ricardo, su segundo hijo. Luego de diez años de matrimonio, en el 2002, anuncian su separación, pero es en 2005 donde quedan legalmente separados, ya que durante 3 años pelean la custodia de sus hijos en un proceso en el que ella lo acusa de violencia. Más tarde, inicia su actual relación sentimental con la modelo venezolana Deisy Arvelo, con quien tiene su tercer hijo: Nicolás Arjona Arvelo. El 27 de septiembre de 2010, fallece a sus 78 años de edad Ricardo Arjona Moscoso, padre de Ricardo Arjona. Tres años después, el 4 de diciembre de 2013, a sus 71 años fallece Nohemí Morales, madre de Ricardo Arjona.

## Música y estilo
Aunque el principal estilo musical de Arjona es pop latino, su estilo ha variado a lo largo de los años. A diferencia del primer álbum Déjame decir que te amo en el cual predomina la balada, en los dos últimos álbumes Arjona experimentó con una variedad de estilos pop/rock. En su álbum Animal nocturno intercala energéticas canciones de rock y baladas sentidas, y en la instrumentación domina la guitarra, sintetizador y batería. En Historias, cada canción es distinta y la instrumentación es variada. Se utilizaron alrededor de dos docenas de instrumentos en el álbum, incluyendo cuernos, piano, Hammond B-3 y cuerdas. En Si el norte fuera el sur el tono es menos exuberante y el álbum se caracteriza por canciones íntimas sobre amor, cultura y política. La mayoría de las canciones fue escrita por Arjona en 1995 mientras estaba de gira y se realizaron de forma acústica con algunos toques caribeños. Sin contar un par de canciones rock, las canciones del álbum son bastante uniformes en tono y tempo.
En Galería Caribe, Arjona exploró la música afrocaribeña, empleando sonidos y ritmos tradicionales como guaracha, bachata, merengue y salsa. En Santo pecado experimentó con el uso de sonidos sinfónicos en sus baladas, en medio de algunas canciones de rock en un estilo semejante al de Sin daños a terceros. En este álbum se incluyó la canción «La Nena (bitácora de un secuestro)», en la cual Arjona relata la historia de una joven secuestrada por su tío. En 2005 Arjona adoptó un nuevo sonido en Adentro. Gutiérrez de Allmusic consideró la instrumentación, el rendimiento y la paleta sonora en general como «minimalista» y «sin pretensiones». En este álbum, Arjona incluyó más influencias latinas: mexicana y texana en «Mojado», una canción sobre la migración; merengue y música colombiana en «Adiós melancolía» y «No te cambio por nada».
En el álbum Quién dijo ayer (2007), Arjona reelaboró canciones del pasado para adaptarlas a su nuevo estilo. Así dio un ritmo ska a su canción «Si el norte fuera el sur» que fue grabada con Panteón Rococó. Transformó «Historia de taxi» en una canción de salsa con el apoyo del cantante estadounidense Marc Anthony y el pianista Sergio George, quien comentó que «Ha sido una interesante experiencia trabajar con dos figuras que vienen de mundos sonoros diferentes pero que se unen en el interés por hacer buena música». También afirmó que «cada vez que ocurre una reunión de esta índole, es un motivo para celebrar». Birchmeier, de Allmusic comentó, «mientras que solo un par de las nuevas versiones se apartan estilísticamente de las originales, las producciones contemporáneas insuflan nueva vida a estas canciones que deben ser bien conocidas por los aficionados de muchos años». La canción «Realmente no estoy tan solo» fue nuevamente grabada con el cantante Sandro. Resultó ser la última canción grabada por este veterano de la música, ya que murió el 4 de enero de 2010.
Este álbum incluyó tres canciones completamente nuevas. El primer sencillo, «Quién», fue escrito por Arjona y Tommy Torres hizo la música. «Quiero» y «Espantapájaros» son las otras dos canciones nuevas del álbum. La instrumentación de 5to piso se basa principalmente en el piano y las cuerdas. Las únicas excepciones son «La bailarina vecina», elaborado con arreglos orquestales, y «Ni tú ni yo», una canción estilo ranchera con Paquita la del Barrio. El álbum incluye también a una canción llamada «Que nadie vea», en la que el artista canta acerca del tema de la homosexualidad. Sobre 5.º piso, Arjona comentó que quiso rescatar la frescura de sus primeros álbumes, diciendo que «He tratado de reconciliarme un poco con el Ricardo Arjona de los primeros discos para soltar un poco de esa frescura que le hace tanto bien a las canciones».
Poquita ropa marcó un cambio notable en el cual Arjona redujo drásticamente el número de instrumentos, resultando en una serie de actuaciones a capella. Arjona comentó acerca de este álbum que «Las mujeres y las canciones lucen mejor con poquita ropa».
La producción del álbum estuvo a cargo de Arjona y Dan Warner, quien trabajó también con Shakira, Celine Dion y Christina Aguilera. El álbum recibió una crítica moderadamente positiva de Birchmeier, quién comentó que era un «esfuerzo acústico despojado» que calificó de «impresionante». Añadió que en Poquita ropa «encontramos a Arjona a su más desnuda, con el respaldo de sobrios arreglos de guitarra acústica, piano, y Hammond B-3, junto con toques ocasionales de cuerdas, instrumentos de viento, voces y coros». «Puente», el primer sencillo del álbum, es la única excepción notable. Tiene una duración de ocho minutos y medio y se divide en tres partes. La primera se canta principalmente con el apoyo de un piano. La segunda parte es una balada que tiene un sonido caribeño, con un poco de salsa y algunas influencias cubanas. En la tercera parte se mezclan salsa y merengue con influencias cubanas. «Puente» parece a la obra realizada en Galería Caribe.
Poquita ropa fue el primer álbum desde Adentro sin la colaboración de Tommy Torres.
En Independiente Arjona volvió a su sonido característico que había desarrollado con el apoyo de Torres. David Feffries de Allmusic dio al álbum una crítica moderadamente positiva. Hizo una comparación entre los valores de la producción y el estilo musical de Independiente con los de álbumes anteriores como Animal nocturno e Historias, indicando que los «aficionados se deleitarán con esta combinación de libertad y crecimiento, y apreciarán el regreso del productor Tommy Torres, el hombre que ha estado detrás de un buen número de los álbumes más populares de Arjona», refiriéndose precisamente a la ausencia de Torres en la producción de Poquita ropa.

## Otros proyectos

### Mundo Arjona y gira de teatros

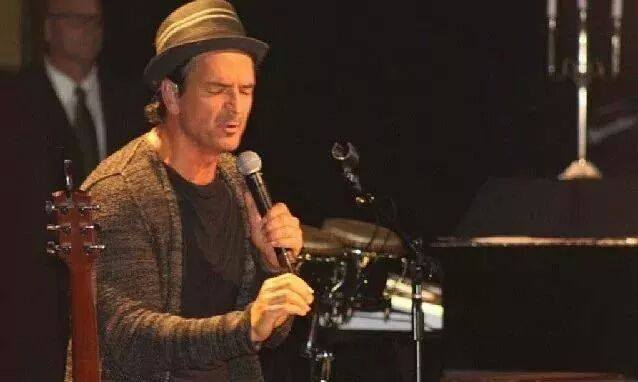
Ricardo Arjona en Puerto Rico 2014.

Es una plataforma descrita como la red social del artista. Ofrece muchas opciones a los miembros por solo un pago 50 dólares estadounidenses, como la opción descargar su discografía completa incluyendo su última producción discográfica, obtener con anticipación boletos para las giras y pases detrás de escenarios, acceso total a contenido exclusivo, preventas, descuentos, concursos, premios e incluso la posibilidad de conocerlo en persona. Todo este sitio se encuentra bajo el lema «Si antes era una locura comprar una membresía, hoy es una locura no hacerlo» justo después del inicio de Mundo Arjona el cantante empezó a tener mucho más acercamiento y contacto con sus fanes e inició así pequeños proyectos para reforzar la comunicación. También junto al lanzamiento de esta nueva plataforma Ricardo Arjona emprendió una pequeña gira de conciertos en teatros de una lista corta de países. Cada cierto tiempo se publica contenido inédito en Mundo Arjona el cual es exclusivo para miembros. La gira parte desde Chile y termina en Puerto Rico, realizando varios conciertos de teatro únicamente para los miembros de Mundo Arjona. Entre las canciones integradas al repertorio se encontraban varias de su disco más reciente y algunas otras viejas canciones que se daban por olvidadas, pero que para Ricardo Arjona son de las más queridas, como; «Quesos, cosas, casas», «Te acuerdas de mí», «Primera vez», «Asignatura pendiente» entre otras. La gira exclusiva finalizó en el Centro de Bellas Artes de Caguas, Puerto Rico, donde el artista decidió que el concierto se transmitiera en vivo a través de su página web para que no solo pudieran disfrutar de él los fanes en Puerto Rico si no todo el mundo.

### Fundación Adentro y Guatemorfosis
La fundación Adentro es una organización sin fines de lucro, una iniciativa del músico guatemalteco para crear nuevas oportunidades para los niños y jóvenes de Guatemala. En julio de 2013, Arjona se reúne con el presidente de Guatemala Otto Pérez Molina y expone su proyecto para la construcción de establecimientos educativos en la provincia del país, el mandatario agradeció el apoyo y la iniciativa de Arjona a la educación en Guatemala y aseguró el seguimiento de su gobierno para los proyectos de artes y música que el cantante promueve por medio de su Fundación. En enero de 2014 Ricardo Arjona inaugura la primera escuela de su fundación Adentro, bautizada como “Nohemí Morales de Arjona” en honor a su madre fallecida. Se encuentra en la aldea Ixcanal del municipio de San Agustín Acasaguastlán, El Progreso, lugar en el que se conocieron sus padres. La escuela fue costeada en su totalidad por el artista, el cual, no aceptó ayuda de ninguna organización para la construcción de la misma, para que así, según sus propias palabras, se convirtiera en un monitor que otras instancias pudiesen imitar. 

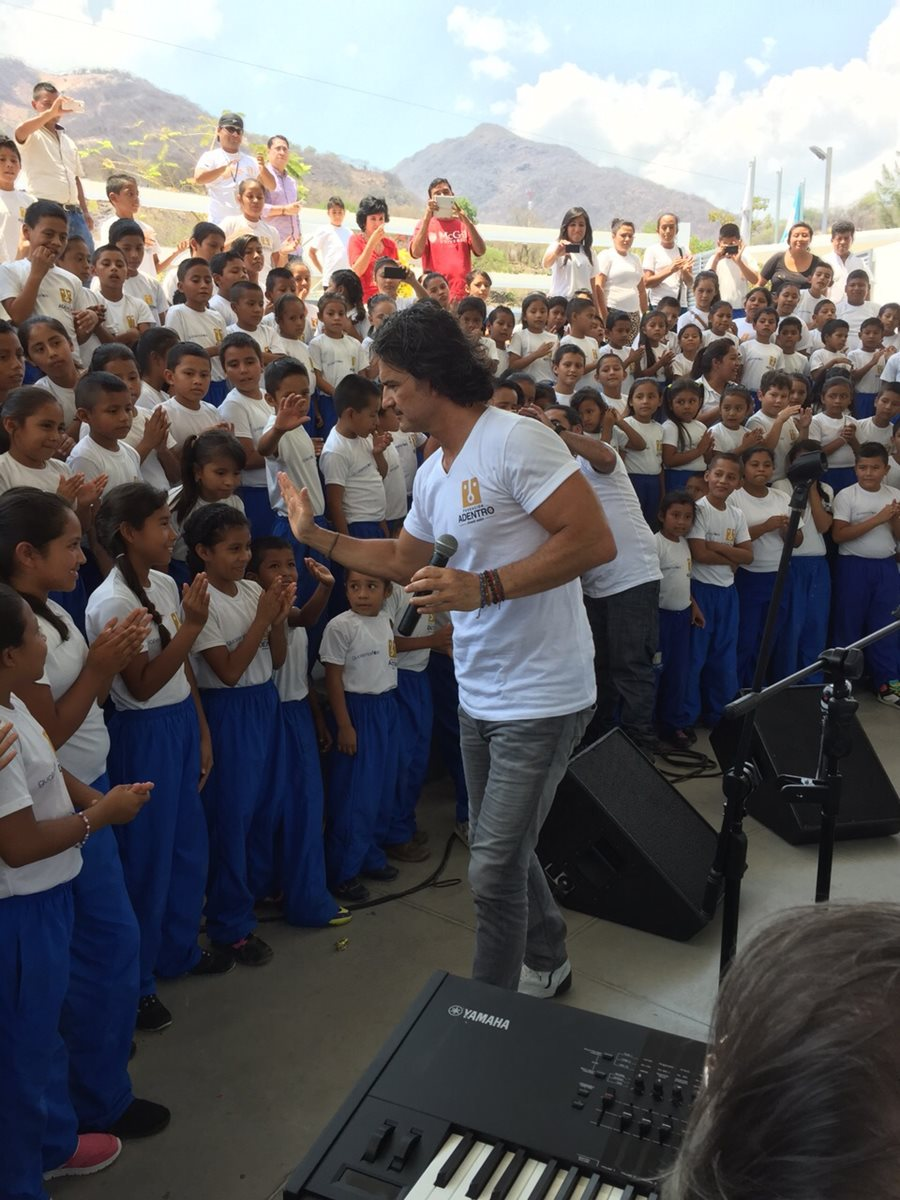
Arjona y su Fundación Adentro.

La escuela, tiene capacidad para atender hasta a 200 niños, y según un convenio con el Ministerio de Educación, funciona en las mañanas como centro de educación primaria y en las tardes como centro de formación de artes y música. El programa contempla la construcción de 20 escuelas musicales financiadas con fondos propios del artista. El proyecto se estima concluirlo en seis años, con el apoyo de organizaciones nacionales y extranjeras. El centro educativo tiene como fin brindar posibilidades de primer nivel a los niños de escasos recursos económicos, para un futuro mejor.
Luego de la construcción de la primera escuela, empiezan a verse los frutos y se asocia la primera empresa interesada, Pepsi. A partir de aquí se le llama Guatemorfosis al proyecto en general de construcción de escuelas en el interior del país iniciado por la fundación adentro, y apoyado por cualquier empresa interesada. Pepsi se compromete a construir la segunda escuela, la cual llevaría por nombre de "Enrique Castillo Monge", fundador de Pepsi Guatemala, ahora CBC, empresa que financiaría la construcción de la obra. En efecto así se realizó, el del 2016 se inaugura oficialmente con la presencia del cantautor la segunda escuela de esta fundación adentro. Está ubicada en el municipio de Alotenango, en el departamento de Sacatepéquez, a 93 kilómetros en la región sur del país. La escuela impartirá educación primaria con énfasis en música y arte a niños de escasos recursos de la localidad, esta misma cuenta con áreas verdes y laboratorios de computación y música.
Con todos estos proyectos el cantautor busca fomentar valores a las generaciones guatemaltecas tales como patriotismo, respeto, responsabilidad, justicia, solidaridad, creatividad, confianza y optimismo. La misión es contribuir, desde un enfoque artístico y deportivo, a la transformación de pequeñas comunidades Guatemaltecas hacia un modelo de sociedad sana y sostenible, en articulación con cada uno de los actores de nuestra sociedad. Según Ricardo Arjona es sumamente importante señalar que Guatemorfosis ya no es una invitación al cambio, sino el cambio que ya empezó. De vez en cuando todo el equipo detrás del proyecto junto al artista, presentan comerciales emotivos que fomentan al patriotismo.

## Relaciones con otros artistas

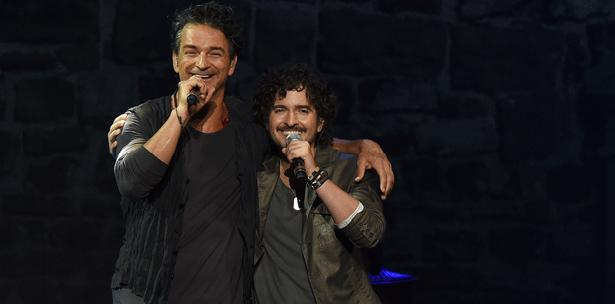
Ricardo Arjona y Tommy Torres en Puerto Rico 2015.

Arjona suele cantar sin el apoyo de otros cantantes. Solo Dan Warner y Tommy Torres, colaboradores desde mucho tiempo, contribuyeron ocasionalmente con coros notables. Cinco de los álbumes de Arjona, incluso un álbum recopilatorio, incluyen contribuciones vocales de otros artistas. Galería Caribe incluye la voz de Ednita Nazario en «Porque hablamos». En Adentro una colaboración de la banda tejana Intocable en la canción «Mojado» y existe una versión de «Pingüinos en la cama» con la participación de la cantante española Chenoa. El tercer álbum, Quién dijo ayer, incluye vocales adicionales de Marta Sánchez en «Tarde (sin daños a terceros)»; Panteón Rococó en «Si el norte fuera el sur»; Marc Anthony en «Historia de taxi»; Eros Ramazzotti en «A ti» y Sandro en «Realmente no estoy tan solo»; El cuarto es 5.º piso en el cual Paquita la del Barrio colabora en la canción «Ni tú ni yo» El quinto  es Independiente en el cual Gaby Moreno y Arjona interpretaron la canción «Fuiste tú». Ricardo Arjona ha colaborado fuera de su discografía con otros grandes artistas como Alberto Cortez en la canción «Mi árbol y yo», Pablo Milanés en «La novia que nunca tuve», Tommy Torres en «Mientras tanto» y Tony Bennett en «I wanna be around» para su disco Viva Duets. Además ha compuesto junto a Miguel Luna algunas de sus canciones como «Minutos» y «Espantapájaros».
A pesar de ser un cantautor muy independiente y un poco introspectivo muchas veces ha quedado claro que también mantiene buenas relaciones con otros artistas como Joaquín Sabina, Arjona ha dicho que es uno de los artistas que más admira y que una vez tuvo la oportunidad de visitarlo en su casa en España, posteriormente le escribió una carta pública. Amaia Montero y Emmanuel son otros artistas con los que también se lleva muy bien. Con Mijares ha colaborado varias veces en vivo con el tema «Mujeres» y con Yuri con el tema «Detrás de mi ventana» ambos son grandes amigos del cantautor. Sostiene una buena amistad con Ricky Martin para quien escribió la canción «Asignatura pendiente», igualmente con Kany García con quien cantó la canción «Fuiste tú» en la última función de su gira de teatros 2014, en el Centro de Bellas Artes de Caguas, concierto que quedó grabado. Además de haber sido un buen amigo de Facundo Cabral que participó en su DVD «Solo» y a quien le escribe una carta cuando fallece. En «Solo» también aparece Aleks Syntek mostrando su admiración por Arjona, y ha resaltado su amistad con Mariana Vega, felicitándola públicamente por su canción «De tu voz».
Sin embargo, así como mantiene buenas relaciones con muchas personas del mundo de la música, también ha tenido enfrentamientos y conflictos con otros, como es el caso de la polémica con Fito Páez. Esta tuvo inicio en una entrevista titulada «No me planteo ser original» que le realizaba el periodista Eduardo Slusarczuk a Fito Páez para el diario argentino Clarín. Páez comentó «Creo es que cuando la ciudad le da 35 Luna Parks a Ricardo Arjona y a Charly García le da dos, tenés que pensar qué significan la política, los diarios, en esa ciudad, en la que hay valores que fueron aniquilados». Ricardo Arjona envió luego una carta al diario El clarín que se titulaba «Los que confían, hablan menos». «El señor Fito Páez habla de aniquilación cultural y me menciona. De forma sospechosa señala el inicio de este problema en su país casi de manera simultánea con el descenso claro de su capacidad artística» dijo Arjona, asegurando que la música no era una competición de atletismo sino un asunto de gusto y emoción, y que sus críticas no eran más que un alarde melancólico, visceral y resentido de alguien al que solo le queda hablar. Finalmente, haciendo referencia a la carrera como cineasta de Páez, quien dirigió dos películas, «Vidas privadas» y «¿De quien es el portaligas?», con escasa aceptación de la crítica y el público, Arjona finalizó su carta diciendo: «Ya quiso usted ser Charly García, después quiso ser Almodóvar. Lamentable lo suyo, señor, lamentable, pero por sobre todo...triste». Más tarde el músico argentino Charly García intervino en la polémica que cruzó a los dos cantautores, para Charly, Arjona «le pegó con un caño, lo mató» a Páez con su respuesta.

## Condecoraciones

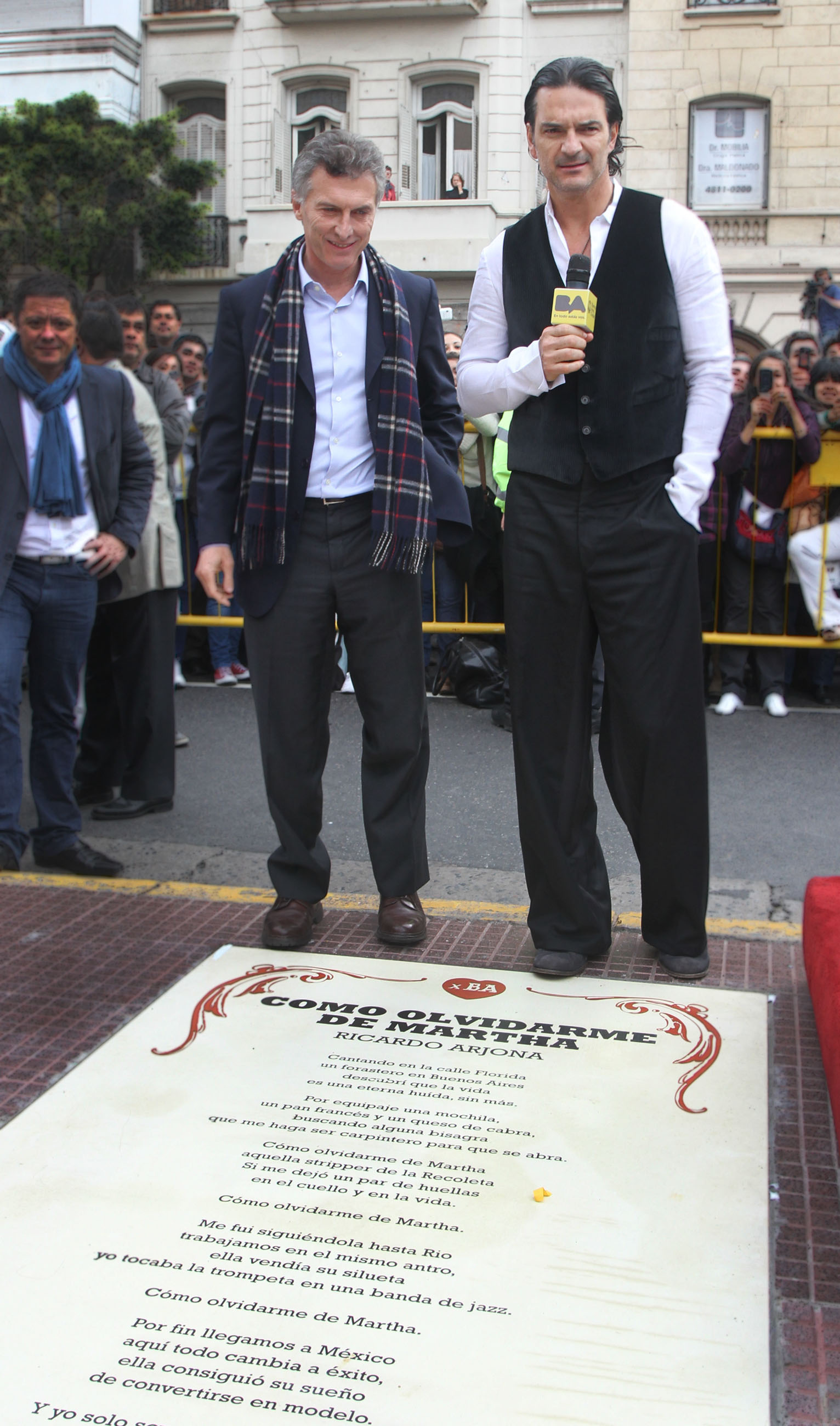
Baldosón en homenaje al compositor.

El entonces jefe de gobierno porteño, Mauricio Macri, inauguró el 14 de mayo de 2012 un baldosón en homenaje al compositor y cantante guatemalteco Ricardo Arjona, en el marco del programa cultural que reconoce a grandes figuras de la música popular que dedicaron parte de su obra a la Ciudad de Buenos Aires. Está ubicada en la avenida Callao frente al 783 y contiene la letra de la canción «Marta», en la que Arjona refiere al amor de un hombre por una stripper del barrio de Recoleta, además de hablar de Borges, los Australes, la calle Florida, entre otras cosas.
En 1993, a manos del presidente Ramiro de León Carpio, Ricardo Arjona recibe la orden la Orden Rafael Álvarez Ovalle.[cita requerida] Con esta distinción honorífica —que otorga el presidente de la República de Guatemala a personas individuales o jurídicas, e instituciones que se hayan distinguido en el campo de la música nacional o extranjera— Arjona es reconocido por sus méritos a nivel internacional, teniendo apenas 30 años de edad.
20 años después, el 21 de marzo de 2013 Ricardo Arjona es galardonado con la Orden del Quetzal en el grado de «Gran Collar» por sus méritos artísticos dentro y fuera del país, otorgado por el presidente de Guatemala Otto Pérez Molina.[cita requerida] Le dedicó el reconocimiento a su padre fallecido en medio de toda la multitud que lo escuchaba mientras daba su discurso. La actividad se llevó a cabo en el Palacio Nacional de la Cultura, zona 1, participaron autoridades de Gobierno y familiares de Músico. La Orden del Quetzal es la máxima distinción del Gobierno de Guatemala, fue instituida en 1973 para reconocer a dignatarios de otras naciones, a quienes se destacan en su labor cultural, humanitaria, científica o política.
La exitosa carrera artística, así como la obra humanística social que ha desarrollado Ricardo Arjona, están siendo objeto de estudios por centros de investigaciones y universidades guatemaltecas y de otros países, ya que sus buenas acciones lo han convertido en fuerte candidato a poder obtener un doctorado honoris causa, por su preocupación en favor de los más necesitados en obras sociales.[cita requerida]

### Devolución de la orden del Quetzal
Luego de las investigaciones que le realizaron al presidente de Guatemala Otto Pérez Molina sobre supuestos hechos de corrupción, el artista como manifestación aseguró que colocaría en manos de las instancias pertinentes la condecoración de la Orden del Quetzal, alegando que debido a los sucesos, este galardón ya no tenía para él ningún valor legal, simbólico, o sentimental, y a la vez solicitó al presidente guatemalteco su renuncia. Hizo pública su decisión por medio de una carta en la que señalaba; "Los hechos por los que pasa el país, ponen claramente en tela de juicio el honor de los que me impusieron dicha distinción". Más tarde haría oficial la entrega física de dicho reconocimiento.

## Discografía
La discografía de Arjona se compone de diecisiete álbumes de estudio, dieciséis álbumes recopilatorios, dos álbumes en vivo, cuarenta y cinco sencillos y cinco sencillos promocionales.

### Álbumes de estudio
- Déjame decir que te amo (1986)
- Jesús, verbo no sustantivo (1988)
- Del otro lado del sol (1991)
- Animal nocturno (1993)
- Historias (1994)
- Si el norte fuera el sur (1996)
- Sin daños a terceros (1998)
- Galería Caribe (2000)
- Santo pecado (2002)
- Solo (2004)
- Adentro (2005)
- Quién dijo ayer (2007)
- 5to piso (2008)
- Poquita ropa (2010)
- Independiente (2011)
- Viaje (2014)
- Apague la luz y escuche (2016)
- Circo Soledad (2017)
- Blanco (2020)
- Covers, Demos y Otras Travesuras de Blanco (2021)
- Negro (2021)
- SECO (2025)

### Álbumes en vivo
- Vivo (1999)
- Metamorfosis: en vivo (2013)
- Circo Soledad En Vivo (2019)
- Hecho a la Antigua: Desde la Antigua Guatemala (2021)

### Curiosidades
- Independiente + Demos (2013).

### Álbumes recopilatorios
- 17 éxitos (1990)
- Oro romántico (1995)
- Historia de un animal nocturno (1997)
- Ricardo Arjona y sus amigos (1998)
- Tiempo de bohemia (1998)
- Tropical (2001)
- 12 grandes éxitos (álbum de Ricardo Arjona) (2003)
- Grandes éxitos (2003)
- Grandes éxitos vol. 2 (2003)
- Lados B (2003)
- Lo mejor de Ricardo Arjona (2003)
- Canto nuevo (2004)
- Simplemente lo mejor (2008)
- Trópico (2009)
- Lo esencial de Ricardo Arjona (2010)
- Dos clásicos (2011)
- Canciones de amor (2012)
- Sólo para mujeres (2013)

### Canciones compuestas para otros artistas
- «La mujer que no soñé» (Eduardo Capetillo y Moderato).
- «Solo una mujer» (Bibi Gaytán).
- «Entre la espada y la pared» (Marcos Llunas).
- «Detrás de mi ventana» (Yuri y Jenni Rivera).
- «Si no estás aquí» (Michelangelo).
- «Vale la pena continuar» (Jorge Muñiz).
- «Espantapájaros» (Miguel Luna).
- «Sueño de locos» (Miguel Luna).
- «Amanecer sin ti» (Héctor Yáber).
- «Arena y sal» (Héctor Yáber).
- «Laberinto» (Héctor Yáber).
- «Solo en el amor» (Héctor Yáber).
- «Un último abrazo» (Héctor Yáber).
- «A la hora del recreo» (Las Tortuguitas).
- «Amor infantil» (Las Tortuguitas).
- «Chico extraño» (Las Tortuguitas).
- «Ilusión» (Las Tortuguitas).
- «Asignatura pendiente» (Ricky Martin).
- «Por eso te quiero» (Microchips).
- «Yo quiero ser» (Microchips).
- «Ganas» (Microchips).
- «Tu amor, mi vitamina» (Microchips).
- «Blues de Mar» (Gaby Moreno).
- «A la luz de la luna» (Microchips).
- «Sola» (Ana Cirré).

## Filmografía
| Año  | Título                                         | Clase                |
| ---- | ---------------------------------------------- | -------------------- |
| 1990 | Alcanzar una estrella                          | Telenovela           |
| 2004 | Solo                                           | Documental           |
| 2011 | Poquita ropa                                   | Película             |
| 2013 | Metamorfosis: en vivo                          | Película (Concierto) |
| 2017 | Anabel (telenovela de 2017)                    | Telenovela           |
| 2019 | Circo Soledad en vivo                          | Película (Concierto) |
| 2021 | Hecho a la Antigua: Desde la Antigua Guatemala | Película (Concierto) |

## Videografía
| Año  | Álbum                      | Video                                   |
| ---- | -------------------------- | --------------------------------------- |
| 1985 | No Definido                | Esta Cobardía                           |
| 1985 | Canciones de amor          | No Renunciaré                           |
| 1985 | Déjame decir que te amo    | Déjame Decir Que Te Amo                 |
| 1988 | Jesús, verbo no sustantivo | Jesús, Verbo No Sustantivo              |
| 1988 | Jesús, verbo no sustantivo | Porque Es Tan Cruel El Amor             |
| 1988 | Jesús, verbo no sustantivo | Uno + Uno = Uno                         |
| 1988 | Jesús, verbo no sustantivo | S.O.S Rescatame                         |
| 1993 | Animal nocturno            | Mujeres                                 |
| 1993 | Animal nocturno            | Jesús, verbo no sustantivo              |
| 1993 | Animal nocturno            | Primera Vez                             |
| 1993 | Animal nocturno            | Quien Diría                             |
| 1994 | Historias                  | Te Conozco                              |
| 1994 | Historias                  | Señora De Las Cuatro Décadas            |
| 1994 | Historias                  | Historia De Taxi                        |
| 1994 | Historias                  | Realmente No Estoy Tan Solo             |
| 1996 | Si el norte fuera el sur   | Si el norte fuera el sur                |
| 1996 | Si el norte fuera el sur   | Tu reputación                           |
| 1996 | Si el norte fuera el sur   | Ella y él                               |
| 1996 | Si el norte fuera el sur   | Se nos muere el amor                    |
| 1998 | Sin daños a terceros       | Dime que no                             |
| 1998 | Sin daños a terceros       | Olvidarte                               |
| 1998 | Sin daños a terceros       | Desnuda                                 |
| 1998 | Sin daños a terceros       | Buenas noches don David                 |
| 1999 | Vivo                       | Aquí estoy                              |
| 2000 | Galería Caribe             | Cuando                                  |
| 2000 | Galería Caribe             | Te enamoraste de ti                     |
| 2000 | Galería Caribe             | Mesías                                  |
| 2002 | Santo pecado               | El problema                             |
| 2002 | Santo pecado               | Minutos                                 |
| 2002 | Santo pecado               | La nena (bitácora de un secuestro)      |
| 2002 | Santo pecado               | Dame                                    |
| 2002 | Santo pecado               | Duele verte                             |
| 2005 | Adentro                    | Acompáñame a estar solo                 |
| 2005 | Adentro                    | Pingüinos en la cama                    |
| 2005 | Adentro                    | Mojado                                  |
| 2005 | Adentro                    | De vez en mes                           |
| 2005 | Adentro                    | Pingüinos en la cama (featuring Chenoa) |
| 2007 | Quien dijo ayer            | Quien                                   |
| 2007 | Quien dijo ayer            | Quiero                                  |
| 2008 | 5to piso                   | Como duele                              |
| 2008 | 5to piso                   | Sin ti... sin mí                        |
| 2008 | 5to piso                   | Ni tú, ni yo                            |
| 2008 | 5to piso                   | Tocando fondo                           |
| 2010 | Poquita ropa               | Puente                                  |
| 2010 | Poquita ropa               | Vida                                    |
| 2010 | Poquita ropa               | Marta                                   |
| 2011 | Independiente              | El amor                                 |
| 2011 | Independiente              | Fuiste tú                               |
| 2011 | Independiente              | Mi novia se me está poniendo vieja      |
| 2011 | Independiente              | Te quiero                               |
| 2011 | Independiente              | Si tú no existieras                     |
| 2013 | Metamorfosis: en vivo      | Fuiste tú (en vivo)                     |
| 2013 | Metamorfosis: en vivo      | Cada quien su invierno                  |
| 2014 | Viaje                      | Apnea                                   |
| 2014 | Viaje                      | Lo poco que tengo                       |
| 2014 | Viaje                      | Cavernicolas                            |
| 2016 | Apague la luz y escuche    | Nada es como tú                         |
| 2017 | Circo Soledad              | Ella                                    |
| 2017 | Circo Soledad              | Porque puedo                            |
| 2017 | Circo Soledad              | Señorita                                |
| 2017 | Circo Soledad              | El cielo a mi favor                     |
| 2020 | Blanco                     | Hongos                                  |
| 2020 | Blanco                     | El amor que me tenía                    |
| 2020 | Blanco                     | Blues de la notoriedad                  |
| 2021 | Negro                      | Yo me vi (Autorretrato)                 |
| 2021 | Negro                      | El flechazo y la secuela                |
| 2021 | Negro                      | De la ilusión al miedo                  |
| 2021 | Negro                      | Mal por ti                              |
| 2021 | Negro                      | A donde va el amor                      |

## Cartas
- Los que confían... hablan menos (Fito Páez)
- Carta a Sabina desde París (Joaquín Sabina)
- A mi madre... (Nohemí Morales de Arjona)
- Carta a un padre: Don Ricardo (Ricardo Arjona Moscoso)
- Carta a Sandro
- Carta a Facundo Cabral
- Donde no hay honor, hay caos (Otto Pérez Molina/Guatemala)
- (1994)
- (1995)
- (1995)
- (1996)
- (1999)
- (2001)
- (2002)
- (2004)
- (2004)
- (2006)
- (2009)
- (2010)
- (2013)
- (2014)

## Canciones de telenovelas
| Telenovela               | Canción         | Año  | País                                          |
| ------------------------ | --------------- | ---- | --------------------------------------------- |
| Tres mujeres             | «Desnuda»       | 1999 | Bandera de México                             |
| Cara o cruz (Telemundo). | «A cara o cruz» | 2005 | Bandera de Estados Unidos · Bandera de México |

El canal argentino Telefé presentó las siguientes telenovelas internacionales con sus canciones como cortina principal.
| Telenovela          | Canción                        | Año  | País                |
| ------------------- | ------------------------------ | ---- | ------------------- |
| Pasión de gavilanes | «Por que es tan cruel el amor» | 2005 | Bandera de Colombia |
| La tormenta         | «Acompáñame a estar solo»      | 2006 | Bandera de Colombia |

## Giras musicales

### Gira ''Adentro''2006-2007

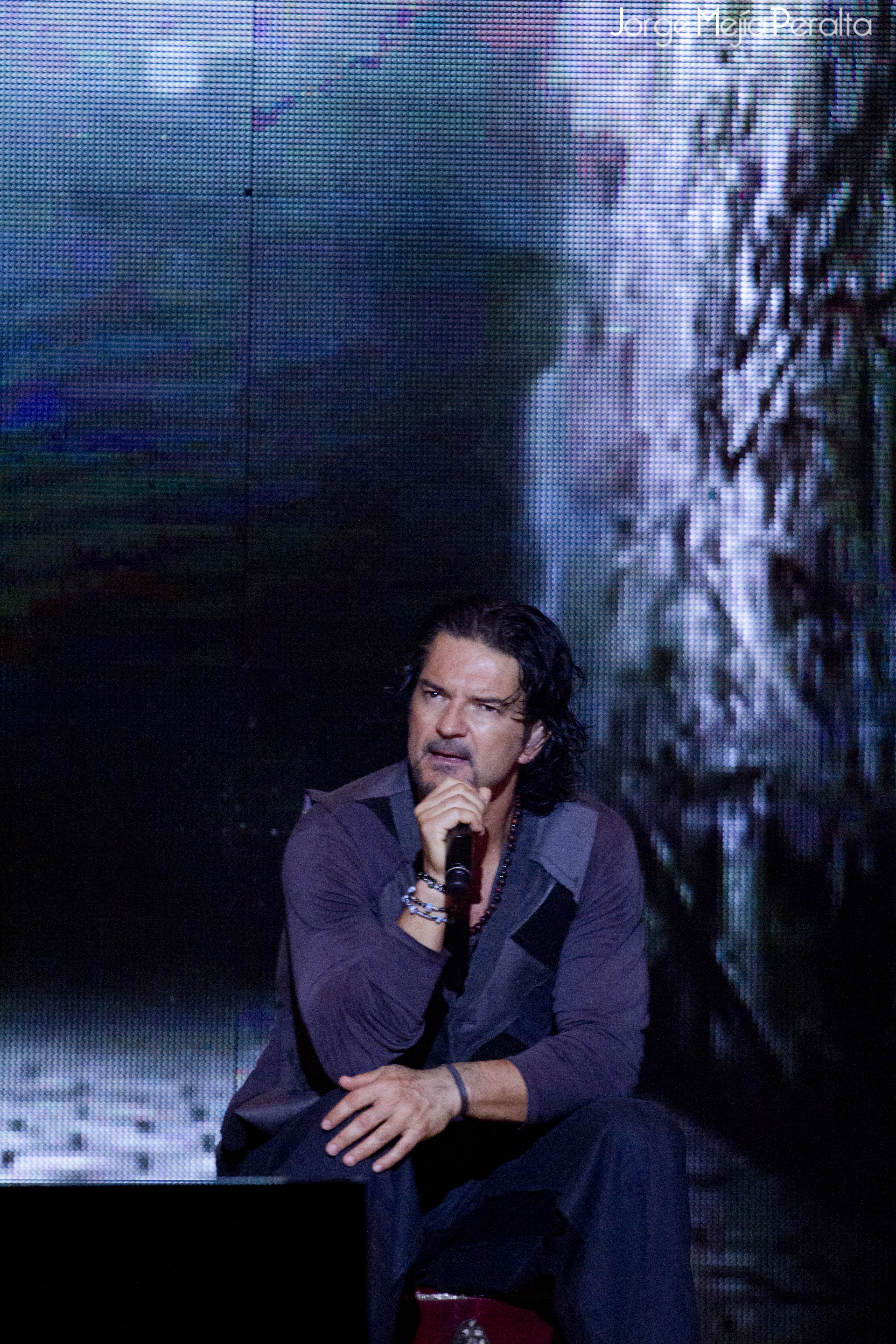
Ricardo Arjona durante el Metamorfosis World Tour.

Desde el primer concierto en Toluca, el jueves 4 de mayo de 2006, el cantautor guatemalteco, acompañado de ocho músicos, recorrió varios escenarios de distintas ciudades de México, Puerto Rico, Estados Unidos, Guatemala, El Salvador, Honduras, Uruguay, Colombia, República Dominicana; se presentó durante más de un mes en el Estadio Luna Park de Buenos Aires, Argentina y también en el interior de ese país sudamericano. La primera parte de la gira Adentro finalizó con cuatro presentaciones en Chile y en Ecuador. En 2007 se realizó la segunda parte de la gira, la cual se inició en Bolivia con dos conciertos, en La Paz y Santa Cruz de la Sierra. Visitó el club Olimpia en Paraguay en febrero, y después pasó por Centroamérica y Puerto Rico. En septiembre de 2007 finalizó su gira en Venezuela. Casi dos millones de personas presenciaron los conciertos de la gira Adentro.

### Gira ''Metamorfosis World Tour''2012
La gira Metarmorfosis World Tour inició en el 27 de enero de 2012. Esta gira pasó por los Estados Unidos, México, Guatemala, El Salvador, Argentina, Bolivia, Chile, Perú, Puerto Rico, Paraguay, Costa Rica, Panamá, Uruguay, Ecuador, Venezuela, Colombia, Nicaragua, Honduras y República Dominicana.

### Gira ''Circo Soledad''2017-2018
La gira Circo Soledad fue un espectáculo de Arjona, que incluyó música, trapecistas, payasos y efectos visuales. El cantautor guatemalteco inició la gira en mayo de 2017 en Toluca, México, y concluyó en noviembre de 2018 en Guatemala. El material audiovisual de la gira, se publicó el 30 de agosto de 2019.

### Gira ''Blanco y Negro: Volver''2022-2023
La Gira Blanco y Negro: Tour inició el 3 de febrero de 2022 en España y recorrió varias ciudades como Austin, Kansas, Mineápolis, Ontario, Portland, San Diego, y San Francisco. Y en varios países como Estados Unidos, Guatemala, España, Argentina y Chile. El Madison Square Garden de Nueva York fue uno de los escenarios de la gira.

## Ricardo Arjona anunció el nombre de su gira y el lanzamiento de un nuevo disco este 2025[154]
«Lo que el Seco no dijo», este es el nombre que llevará la esperada gira de Ricardo Arjona. Desde que la anunció a inicios de junio, el cantautor guatemalteco ha emocionado a sus fans en todo el mundo compartiendo poco a poco nuevos detalles sobre este tour que promete noches inolvidables con las canciones de su más reciente álbum, Seco.

## Premios y nominaciones

### Grammy
| Año  | Obra nominada | Premio                 | Resultado |
| ---- | ------------- | ---------------------- | --------- |
| 2007 | Adentro       | Mejor álbum pop latino | Ganador   |

### Grammy latino
| Año  | Obra nominada | Premio                          | Resultado |
| ---- | ------------- | ------------------------------- | --------- |
| 2006 | Adentro       | Mejor álbum vocal pop masculino | Ganador   |

### PremiosBillboard Latin Music
| Año  | Obra nominada           | Premio                             | Resultado |
| ---- | ----------------------- | ---------------------------------- | --------- |
| 2007 | «A ti»                  | Canción pop latino airplay del año | Ganador   |
| 2010 | Gira Quinto piso        | Gira latina del año                | Ganador   |
| 2017 | Toda su carrera musical | Premio a la trayectoria musical    | Ganador   |

### PremiosLo Nuestro
| Año  | Obra nominada  | Premio                 | Resultado |
| ---- | -------------- | ---------------------- | --------- |
| 2004 | Santo pecado   | Álbum pop del año      | Ganador   |
| 2015 | Ricardo Arjona | Premio a la excelencia | Ganador   |